# Kali bisulfit
Kali hydro sunfit hoặc kali bisunfit là một hợp chất hóa học với công thức hóa học là KHSO3. Nó được sử dụng trong quá trình sản xuất đồ uống có cồn như một chất khử trùng. Phụ gia này được phân loại là số E228 theo các phụ gia thực phẩm hiện tại của EU đã được phê duyệt.

## Tổng hợp
Nó được tạo ra bởi phản ứng của lưu huỳnh dioxide và kali cacbonat theo phản ứng:
2 SO2 + K2CO3 + H2O → 2 KHSO3 + CO2
Lưu huỳnh dioxide được truyền qua dung dịch kali cacbonat cho đến khi không còn khí cacbon dioxide bay ra. Dung dịch được cô đặc và sau đó thu được kết tinh.